# Omeltschenko-Bucht
Die Omeltschenko-Bucht (russisch бухта Омельченко Buchta Omeltschenko) ist eine Bucht vor der ostantarktischen Georg-V.-Küste. Sie liegt nordwestlich der Krichak Bay im westlichen Abschnitt des Cook-Schelfeises.
Russische Wissenschaftler benannten sie nach Anton Lukitsch Omeltschenko (1883–1932), russischer Teilnehmer an der Terra-Nova-Expedition (1910–1932) des britischen Polarforschers Robert Falcon Scott.